# Vòng loại Giải vô địch bóng đá thế giới 2022 – Khu vực châu Á (Vòng 4)
Vòng 4 của vòng loại Giải vô địch bóng đá thế giới 2022 khu vực châu Á chỉ diễn ra một trận đấu vào ngày 7 tháng 6 năm 2022. Vòng này ban đầu được diễn ra theo thể thức hai lượt vào các ngày 11 và 16 tháng 11 năm 2021, tuy nhiên AFC đã quyết định thay đổi ngày và thể thức thi đấu vào tháng 11 năm 2020 nhằm ứng phó với những tác động do đại dịch COVID-19 tại châu Á.

## Thể thức
Trong vòng 4, hai đội đứng thứ ba từ vòng 3 sẽ thi đấu với nhau trong một trận play-off duy nhất vào ngày 7 tháng 6 năm 2022 tại Qatar. Do thể thức của vòng 4 được chuyển từ hai lượt sang một lượt tại địa điểm trung lập, trận đấu được áp dụng luật thi đấu loại một lượt của vòng loại, với 30 phút hai hiệp phụ được sử dụng nếu kết quả hòa sau 90 phút thi đấu chính thức, và loạt sút luân lưu trong trường hợp vẫn hòa sau đó (Quy định mục 20.11).
Đội chiến thắng sẽ giành quyền vào vòng play-off liên lục địa đối đầu với đội đứng thứ năm từ khu vực Nam Mỹ, được tổ chức sáu ngày sau đó cũng tại Qatar.

## Các đội tuyển giành quyền tham dự
| Bảng (vòng 3) | Hạng ba |
| ------------- | ------- |
| A             | UAE     |
| B             | Úc      |

## Trận đấu
| Đội 1 | Tỉ số | Đội 2 |
| ----- | ----- | ----- |
| UAE   | 1–2   | Úc    |

| UAE      | 1–2                            | Úc                         |
| -------- | ------------------------------ | -------------------------- |
| Caio 57' | Chi tiết (FIFA) Chi tiết (AFC) | - Irvine 53' - Hrustic 84' |

| UAE | Úc |

| GK                   | 17 | Khalid Eisa         |     |     |
| RB                   | 4  | Khaled Ibrahim      |     |     |
| CB                   | 12 | Khalifa Al Hammadi  |     |     |
| CB                   | 13 | Mohammed Al-Attas   |     |     |
| LB                   | 3  | Walid Abbas (c)     |     |     |
| CM                   | 14 | Abdulla Hamad       |     | 89' |
| CM                   | 5  | Ali Salmeen         |     | 88' |
| RM                   | 11 | Caio Canedo         |     | 89' |
| AM                   | 18 | Abdullah Ramadan    |     | 75' |
| LM                   | 21 | Harib Al-Maazmi     |     |     |
| CF                   | 7  | Ali Mabkhout        | 34' | 75' |
| Vào sân thay người:  |    |                     |     |     |
| MF                   | 15 | Yahia Nader         |     | 75' |
| FW                   | 16 | Ali Saleh           |     | 75' |
| MF                   | 8  | Majed Hassan        |     | 88' |
| MF                   | 10 | Omar Abdulrahman    |     | 89' |
| FW                   | 20 | Sebastián Tagliabúe |     | 89' |
| Huấn luyện viên:     |    |                     |     |     |
| Rodolfo Arruabarrena |    |                     |     |     |

| GK                      | 1  | Mathew Ryan (c)    |     |       |
| RB                      | 4  | Nathaniel Atkinson |     |       |
| CB                      | 8  | Bailey Wright      |     |       |
| CB                      | 20 | Kye Rowles         |     |       |
| LB                      | 16 | Aziz Behich        |     |       |
| RM                      | 6  | Martin Boyle       |     |       |
| CM                      | 13 | Aaron Mooy         |     |       |
| CM                      | 22 | Jackson Irvine     |     |       |
| LM                      | 19 | Craig Goodwin      |     | 72'   |
| CF                      | 10 | Ajdin Hrustic      | 55' | 90+1' |
| CF                      | 7  | Mathew Leckie      |     | 90+1' |
| Vào sân thay người:     |    |                    |     |       |
| FW                      | 9  | Jamie Maclaren     |     | 72'   |
| DF                      | 2  | Miloš Degenek      |     | 90+1' |
| MF                      | 11 | Awer Mabil         |     | 90+1' |
| Huấn luyện viên trưởng: |    |                    |     |       |
| Graham Arnold           |    |                    |     |       |

| Trợ lý trọng tài: Andrei Tsabenkov (Uzbekistan) Timur Gaynulin (Uzbekistan) Trọng tài thứ tư: Ko Hyung-jin (Hàn Quốc) Trợ lý trọng tài video: Muhammad Taqi (Singapore) Trợ lý của trợ lý trọng tài video: Phó Minh (Trung Quốc) | Luật của trận đấu - 90 phút. - 30 phút hai hiệp phụ nếu cần thiết. - Loạt sút luân lưu nếu tỷ số vẫn hòa. - Tối đa 12 cầu thủ dự bị. - Được thay tối đa 5 cầu thủ, và được phép thay thêm cầu thủ thứ sáu trong hiệp phụ. |